# Јапанска писма
У јапанском језику се користи сложен систем писања, који се састоји од три различита писма, то су: канђи (漢字), катакана (カタカナ) и хирагана (ひらがな), а по потреби се користи и латиница, која се назива ромађи (ロマ字). За разлику од српског језика у коме су ћирилица и латиница међусобно заменљива писма, канђи, хирагана и катакана користе се комбиновано у једној реченици.

## Традиционални систем писања
Канђији (漢字, јапански карактери) су словни знаци који представљају речи или морфеме и пореклом од кинеског писма. Канђијима се записује значење речи, за разлику од српске азбуке којом се бележи звучање речи. У реченици се канђијима записују именице и корен речи код глагола и придева (који су у јапанском језику променљиве речи).
Ово је најсложеније и најбројније писмо у јапанском језику. Програмом Министарства школства прописана је листа канђија за основну писменост тзв. ђоојоо канђи и она броји 2136 канђија (према званичним подацима из 2015. године). Они се уче током целог обавезног школовања. Процењује се да се у свакодневној употреби користи 2000 канђија, док професори са универзитета и интелектуалци користе око 5000 канђија.
Катакана (カタカナ) је аутохтоно јапанско слоговно писмо, настало од делова канђија. Броји 48 слова и свако слово представља један слог. Катаканом се записује звучање речи, те се стога користи за ономатопеје, наглашавање делова реченица (нпр. код извињења) и бележење речи страног порекла (осим за оне кинеског порекла).
Хирагана (ひらがな) је такође аутохтоно слоговно писмо, броји 48 слова, где једно слово представља сваки слог, као и код катакане. Хираганом се записују граматичке речи у реченици: наставци код променљивих речи (глаголи и придеви), затим тзв. структурне речце које имају падежну функцију у речници, префикси и суфикси. Хираганом се такође записују речи које се више не пишу канђијима (након последње реформе правописа). Хирагана има и улогу помоћног писма и тада се назива фуригана: њоме се записује звучање изнад канђија како би се знало како се тај канђи чита (нпр. у уџбеницима или књигама за децу).
У јапанском систему писања не бележи се размак између речи, већ се све речи у реченици пишу спојено.
У модерном јапанском користе се два смера писања: западни (слева надесно хоризонтално, редови се ређају одозго надоле) и традиционални (одозго надоле вертикално, редови се ређају здесна налево). Западни начин се чешће употребљава на екрану, док се у штампаним медијима више користи традиционални смер.
| Јапанска реченица       | Ромађи транскрипција           | Превод            |
| ----------------------- | ------------------------------ | ----------------- |
| 私はブラジルへ行きます. | Watashi wa burajiru e ikimasu. | Ја идем у Бразил. |

| Канђи      | Катакана            | Хирагана             |
| ---------- | ------------------- | -------------------- |
| 私, 行     | ブラジル            | は, へ, きます       |
| ја, иде-   | Бразил              | номинатив, датив, -м |
| корен речи | реч страног порекла | граматичке речи      |

## Помоћна писма
Јапански језик користи и додатне симболе, чија је употреба ограничена на специфичне речи: латиницу, арапске бројеве и знаке интерпункције.
Ромађи (ロマ字) је јапански назив за латинично писмо које се користи у транскрипцији јапанских речи за странце. Ромађи се уобичајено среће у уџбеницима за јапански језик, док Јапанци не користе ромађи у свакодневници, сем за неке интернационалне скраћенице (CD, DVD, Wi-Fi).

## Историја писма
Писменост у Јапану развила се под утицајем кинеске културе. Општеприхваћена претпоставка је да су будистички монаси донели кинеске свете списе у Јапан у V веку и да су се они читали на кинеском језику. У то време јапански језик није имао свој писани облик.
Временом се појавио и систем манјогана, који је користио мањи број знакова из канђија само због њихове фонетске (звучне) вредности, а не и семантичке (значењске). Манјогана у курзивном облику се потом развила у стилизовану хирагану, писмо које су користиле жене на двору којима је у то време било забрањено да користе кинески језик, као и да уче кинеску класичну поезију.
Катакана је настала тако што су ученици у манастирским школама узимали делове канђија и доделили им гласовну вредност, како би могли брже да њима да транскрибују новопридошле речи из кинеског.
Како су писма сазревала и ширила се, канђи се почео користити само за писање речи које носе значење, као што су именице, придеви и глаголи, док су каном (хираганом и катаканом) почеле да се записују граматичке речи, аутохтоне јапанске речи, транскрипција изнад канђија као и речи из страних језика (које су накнадно из других страних језика стизале у јапански нпр. бројни англицизми).
Што се ромађија тиче увео га је научник Хепбурн (Hepburn) који га је крајем 19. века користио у свом енглеско-јапанском речнику као транскрипцију. Ова енглеска транскрипција користи се и данас у неким уџбеницима јапанског језика за странце.